# Adolf Žaloudek
Adolf Žaloudek (23. února 1911 – 16. února 1971) byl český fotbalový brankář.

## Kariéra
Soutěžní fotbal začal hrát v Nýřanech v tamním SK Olympia. Na začátku roku 1933 přestoupil do prvoligové Viktorie Plzeň, kde dělal dvojku Františku Jabornickému. V I. lize debutoval 28. května 1933 v utkání SK Kladno-Viktoria Plzeň (1:0). V další sezoně 1933/34 již byl brankářem č. 1 a nastoupil k většině ligových zápasů Viktorie.
V létě 1934 ovšem plzeňský tým angažoval z Jihlavy brankáře Václava Dědiče a Žaloudek své působení v nejvyšší československé soutěži ukončil. V dalších letech až do zabrání pohraničí nastupoval opět za Olympii Nýřany, s níž hrál západočeskou župní I. A třídu. Synem Adolfa Žaloudka byl mládežnický fotbalový trenér Josef Žaloudek. Další jeho synové Adolf a Oldřich působili jako rozhodčí.